# Рум'янцев Павло Володимирович
Павло Володимирович Рум'янцев (рос. Павел Владимирович Румянцев; нар. 16 серпня 1987, Викса) — російський самбіст, призер чемпіонатів Росії по самбо, чемпіон Європи, переможець Універсіади 2013 року в Казані, Майстер спорту Росії міжнародного класу.
Павло Рум'янцев вихованець школи самбо і бойового самбо Виксунського металургійного заводу.

## Спортивні досягнення
- — Чемпіон Кубоку світу з самбо 2008 року «Меморіал Анатолія Харлампієва», м.Москва;
- — Чемпіонат Росії по самбо 2013 року, м.Хабаровськ;
- — Чемпіонат Росії по самбо 2015 року, м.Санкт-Петербург[2].